# ويليام كوفي
ويليام كوفي (بالإنجليزية: William Coffey)‏ هو عسكري أيرلندي، ولد في 5 أغسطس 1829 في مقاطعة ليمريك في جمهورية أيرلندا، وتوفي في 13 يوليو 1875 في تشيسترفيلد في المملكة المتحدة.